# Theater Oberhausen

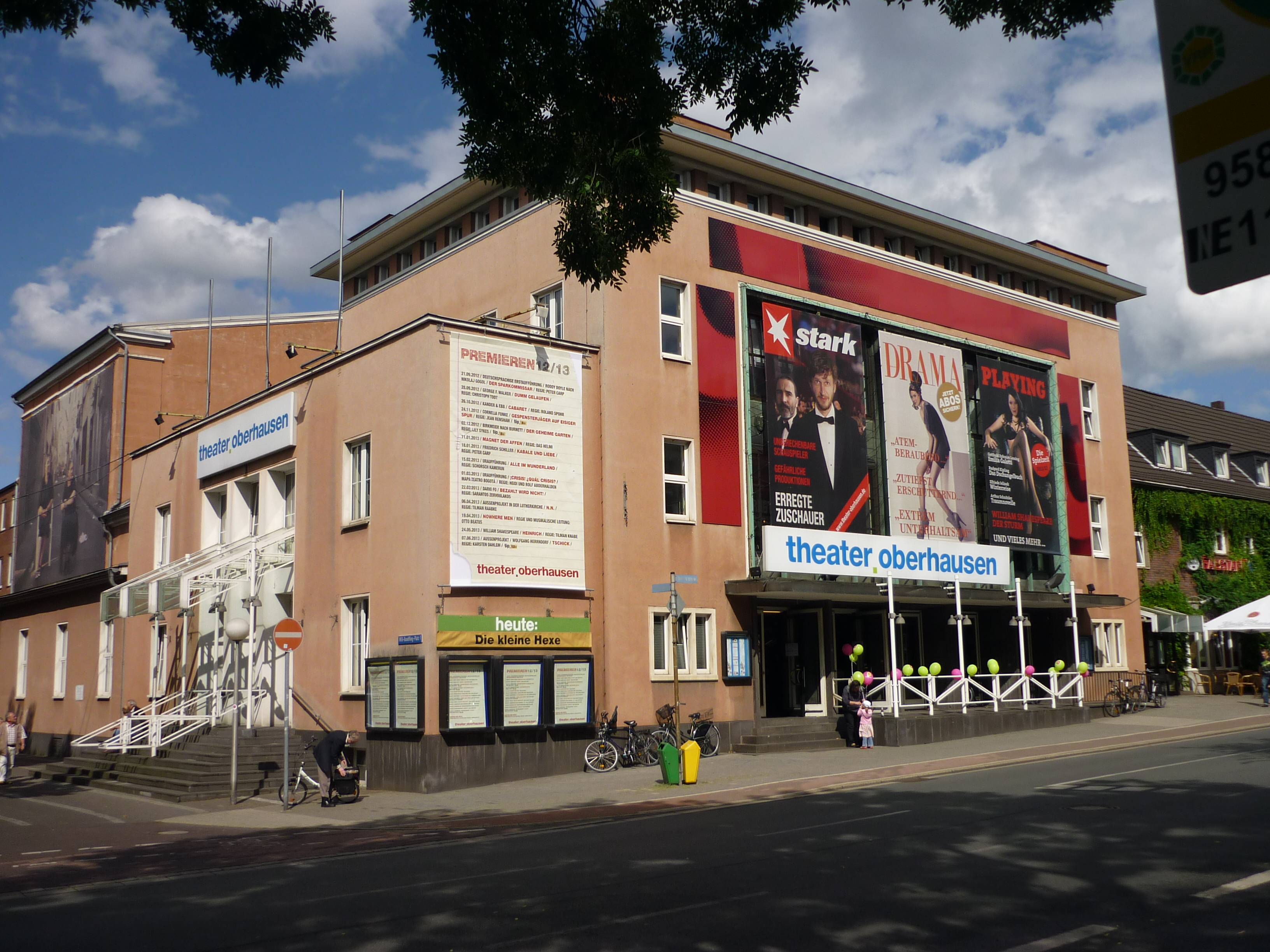
Theater Oberhausen (August 2012)

Das Theater Oberhausen ist das größte Schauspielhaus im Westen des Ruhrgebiets. Bis 1945 lautete der Name Stadttheater, danach wurde die Stadttheater GmbH gegründet, aus der 1950 die Städtischen Bühnen entstanden, die ab 1970 in Theater Oberhausen umbenannt wurden. Das ebenfalls als Theater genutzte Ebertbad befindet sich in unmittelbarer Nachbarschaft.

## Geschichte

### Vorgeschichte
Bereits im 19. Jahrhundert zogen Wanderbühnen durch die damals noch unabhängigen Städte Sterkrade, Osterfeld und Oberhausen. Die erste Vorstellung einer Wanderbühne lässt sich im Oktober 1859 beim Bahnhofswirt Peter Wirsdorfer nachweisen. Noch bis 1926 gastierte das Theater Königsfeld im Kaiserhofsaal in Sterkrade. Franz Genesius wagte 1911 einen ersten Anfang zu einem ständigen Theater im Hollerschen Saale an der heutigen Helmholtzstraße. Dabei wurden Schauspiele und Operetten aufgeführt. Aber die unzulänglichen Räumlichkeiten verhinderten einen erfolgreichen Betrieb und die Stadt unterstützte die Bühne nicht. Daher wurde sie bereits im März 1914 wieder geschlossen. Die Stadt hatte Pläne für einen Neubau im Grillopark oder Umbauten des Parkhauses im Kaisergarten oder des Hollerschen Saales. Bereits im Mai 1914 wurde unter der Leitung von Carl Niessen erneut im Hollerschen Saal Theater gespielt, wobei Carl Niessen auch eine Freilichtbühne im alten Emscherbett u. a. mit einer Aufführung von Wallensteins Lager gründete. Zum ersten Mal subventionierte die Stadt Oberhausen ein Theater. Diese Episode fand dann eine Ende mit dem Ausbruch des Ersten Weltkrieges.
Während des Krieges fanden mit Unterstützung der Regierung in Düsseldorf und der Stadt Gastspiele der Rheinisch-Westfälischen Verbandsbühne statt, die im Dezember 1918 wieder eingestellt werden mussten. Die Wanderbühne gastierte im Saal der Gaststätte Wilhelmshöhe am Neumarkt (heute Ecke Ebert- und Sedanstraße), der in der Folgezeit in den Besitz der Oberhausener Bürgergesellschaft überging. Als die Stadt 1920 den Theatergedanken von sich aus fortzuentwickeln begann, griff sie wieder auf diesen Saal zurück und baute ihn für die Theaternutzung aus. Es gab 524 Sitzplätze, der Orchesterraum wurde abgesenkt und der Bühnenraum vergrößert.

### Theaterbau

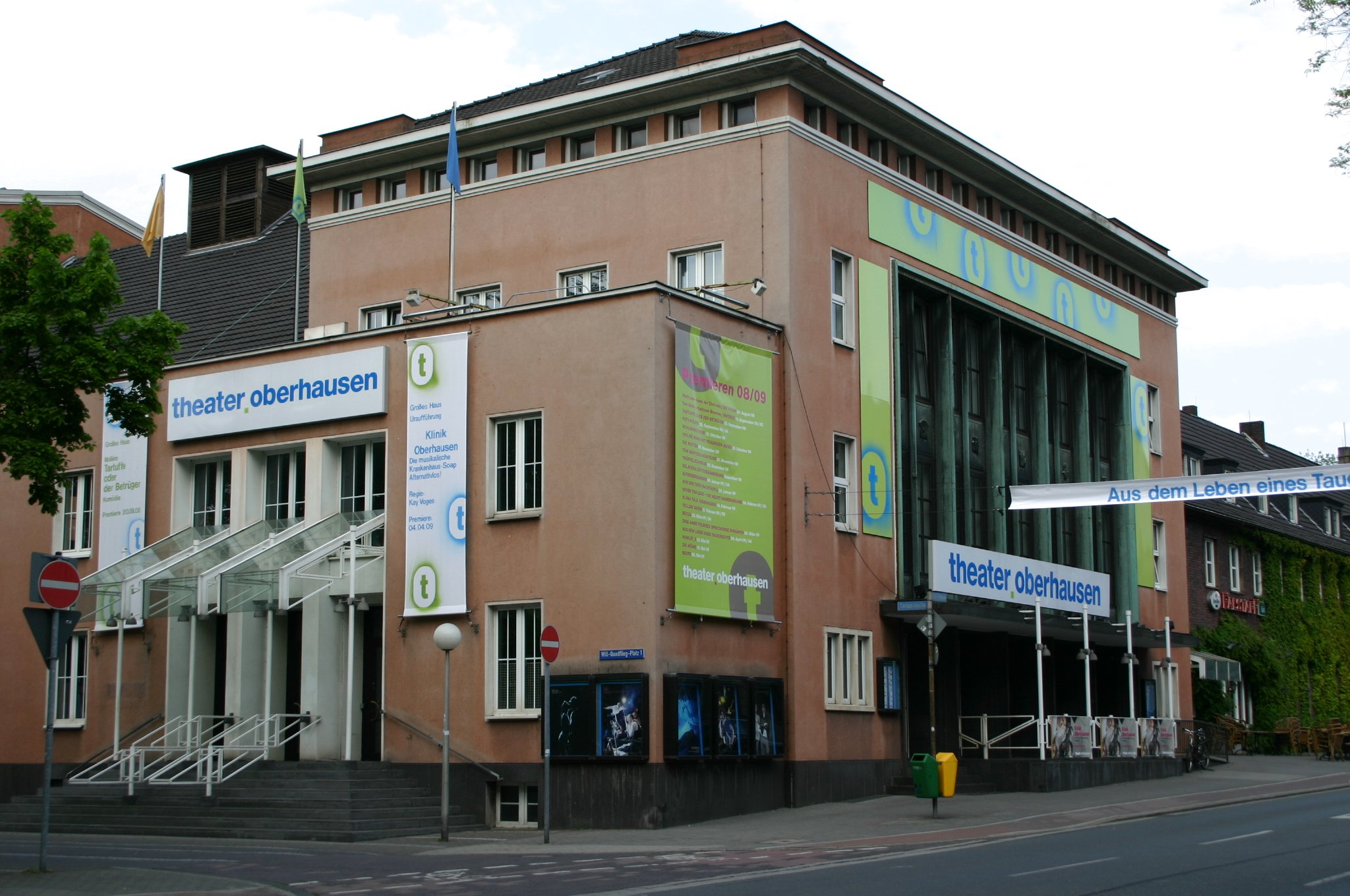
Theater Oberhausen (2009)

Dieses Theater wurde am 15. September 1920 mit Franz Grillparzers Drama Sappho eröffnet. Bereits 1921 wurde die Kapazität auf 570 Plätze vergrößert. Mit der Bürgergesellschaft wurde ein Mietvertrag über 25 Jahre abgeschlossen. Das Theater begann als Schauspielhaus, aber bereits in der ersten Spielzeit wurden auch Opern und Operetten als Gastspiele gezeigt. In der Spielzeit 1924/25 existierte mit der Theatergemeinschaft Hamborn und Gladbeck einer der größten Theaterbetriebe des Deutschen Reiches. Es bestand ein Dreispartentheater mit Schauspiel, Oper und Operette. Zusätzlich gab es eine Ballettkompanie. Der Vertrag mit Hamborn wurde 1926 wieder gelöst und das Theater suchte zusätzliche Spieleorte in den benachbarten Städten. 1927 kam es zu einem erneuten Zusammenschluss mit Hamborn, aber im Zuge der Eingemeindungen von Sterkrade und Osterfeld nach Oberhausen und Hamborns nach Duisburg 1929 entfielen diese Möglichkeiten. Oberhausen musste erneut eine Operette mit Spieloper aufbauen.
Im März 1939 wurde der Saal von der Stadt erworben und durch den Stadtbaumeister Ludwig Freitag um- und ausgebaut. Am 27. April 1943 wurde das Haus durch einen Bombenangriff soweit zerstört, dass es nicht mehr bespielbar war. Der Spielbetrieb wurde im Werksgasthaus der GHH und im Saal des Hotel Kaiserhof in Sterkrade weitergeführt, wobei das Theater 1947 als erstes deutsches Theater nach dem Krieg den Spielbetrieb wieder aufgenommen hatte. Am 10. September 1949 wurde mit einer Inszenierung der Oper Carmen das von Friedrich Hetzelt wieder aufgebaute, noch heute bestehende Gebäude eröffnet. 1950 wurde eine Kammerspielbühne im Ratssaal des Rathauses eingerichtet. Sie wurde 1958 in das Sophie-Scholl-Gymnasium in Sterkrade verlegt, um dann endgültig 1962 in der Luise-Albertz-Halle eröffnet zu werden. Bis 1973 wurde es als klassisches Dreispartentheater geführt, wobei erste Sparmaßnahmen 1968 zu einer Verkleinerung des Opernbetriebs führten und 1973 das Schauspiel-Ensemble bis auf wenige Mitglieder für ein Kindertheater, abgeschafft wurde. In den 1960er Jahren erlangte das Schauspiel unter dem Oberspielleiter Günther Büch mit Inszenierungen der Stücke von Peter Handke internationalen Ruf. 1992 erfolgte ein erneuter Umbau des Repertoires, als das Musiktheater geschlossen und erneut ein Sprechtheater für die Region eröffnet wurde. Es wurde fünfmal in Folge als bestes Theater im Rheinland ausgezeichnet. In ihm ging das ehemalige Theater im Pott, kurz TiP, auf, das als Kinder- und Jugendtheater tätig war.

### Gastspiele
Das Ensemble führte regelmäßig Gastspiele in den umliegenden Städten durch. Längere Abstecher fanden mit Stücken von Peter Handke nach Stockholm, wo Hilferufe uraufgeführt wurde und unter anderem nach Kopenhagen, Oslo, Helsinki, Paris, Amsterdam, München und Berlin statt. 1967 wurden die Oberhausener Inszenierungen von Weissagung und Selbstbezichtigung zum Berliner Theatertreffen eingeladen. Mit den Inszenierungen von Günther Büch der Widerspenstigen Zähmung von William Shakespeare und der Dreigroschenoper von Bertolt Brecht gastierte das Ensemble 1966 und 1969 in Chemnitz, damals Karl-Marx-Stadt. Im Gegenzug gab es in Oberhausen Gastspiele der Theaterensembles von Rostock mit dem Stück Der Gesang vom lusitanischen Popanz von Peter Weiss und Karl-Marx-Stadt mit unter anderem Krach in Chioggia von Carlo Goldoni. Zudem gab es Gastspiele der Theater aus Magdeburg 1969 und Leipzig mit Brechts Arturo Ui. Dies waren seltene Beispiele eines Kulturaustausches mit Bühnen der DDR.
2011 wurde das Theater Oberhausen erneut mit der Inszenierung von Ibsens Nora oder Ein Puppenhaus von Herbert Fritsch zum Berliner Theatertreffen eingeladen. Am 28. und 29. August 2012 gastierte das Theater mit dieser Inszenierung aus Anlass des Ibsen-Festivals unter großem Beifall im Nationaltheatret Oslo. Am 3. und 4. Oktober 2012 erfolgte ein Gastspiel mit der Inszenierung der Nora am Schauspielhaus Zürich und am 20. Oktober wurde das Stück am Landestheater Niederösterreich St. Pölten aufgeführt.

### Auszeichnungen
Neben den Einladungen zu verschiedenen Theatertreffen ist das Theater einer der Preisträger des Theaterpreises des Bundes für kleine und mittlere Bühnen, der 2015 zum ersten Mal verliehen worden ist. Das Theater erhält € 80.000,- als Preisgeld. Die Preisverleihung fand Ende Januar 2016 statt.

## Bühnen
Das große Haus hat im Parkett 342 und im Rang 114 Sitze. Am 16. Dezember 1961 wurde das Studio 99 in einem Saal im obersten Stock des Anbaues eröffnet und 1962 die Kammerspiele im Auditorium der Luise-Albertz-Halle mit etwa 150 Plätzen. Die Kammerspiele wurden mit Auflösung des Schauspieles aufgegeben. Neben dem großen Haus gibt es heute im Theater die Spielorte Studio und Bar. Neben dem Foyer liegt die Theaterkneipe Falstaff.

## Intendanten
| - Philipp Müller-Walden - Julius Winkelmann - Roland Müller-Stein - Willi Grunwald - Ernst Hellbach-Kühn - Arthur Schmiedhammer und Rudolf Schneider - Heinrich Voigt - Curt Gerdes - Kinner von Dresler - Fritz Kranz - Joseph Heckhausen | - Paul Smolny - Alfred Kruchen - Christian Mettin - Ernst Seiltgen - Heinz Schickel (Musiktheater), Horst Lateika (Schauspiel), Gisela Baalcke und Jutta F. Schmidt (Kinder- und Jugendtheater), Erich Kreis (Verwaltung) als gemeinsame Theaterleitung - Fritzdieter Gerhards - Klaus Weise - Johannes Lepper - Peter Carp - Florian Fiedler - Kathrin Mädler |

## Regisseure
Am Theater Oberhausen waren unter anderem diese Regisseure tätig:
| - Günther Büch - Axel Corti - Dieter Dorn |  | - Herbert Fritsch - Horst Gnekow - Tilman Knabe |  | - Harald Leipnitz - Alexander May - Veit Relin |

## Schauspieler
Am Theater Oberhausen traten oder treten folgende Schauspieler und Gastschauspieler auf:
| - Jörg Heitmann - Maria Becker - Joachim Bliese - Dieter Borsche - Susanne Burkhard - Hille Darjes - Ursula Dirichs - Gernot Endemann - Markus Frank - András Fricsay - Claus Theo Gärtner - Käthe Guss - Günther Maria Halmer - Joachim Hansen - Alexander Hegarth - Eleonore Holder - Brunhilde Hülsmann - Hanns Ernst Jäger - Michaela Klarwein | - Rudolf Knor - Hartmut Kollakowsky - Diether Krebs - Manja Kuhl - Günter Lamprecht - Hermann Lause - Alf Marholm - Benjamin Morik - Ulli Philipp - Anna Polke - Tilo Prückner - Christian Quadflieg - Will Quadflieg - Wolfgang Reichmann - Wolf Roth - Klaus Rott - Daniel Rothaug - Uta Sax |  | - Erich Schellow - Sigmar Solbach - Walter Spiske - Manfred Steffen - Günter Strack - Lilly Towska - Günther Ungeheuer - Hildegard Wahry - Wolfram Weniger - Sabine Wegmann - Ulrich Wildgruber - Michael Witte - Gisela Zülch |  |  |  |  |

## Sänger
An den Städtischen Bühnen (bzw. dem Theater) Oberhausen traten u. a. folgende Sänger auf:
| - Klara Barlow - Käthe Guss - Olivia Molina - Fritz Uhl | - Paul Pokorny - Karl Schmitt-Walter - Teresa Żylis-Gara |

## Haushalt
Unter allen von der öffentlichen Hand getragenen Theatern in Deutschland war das Theater Oberhausen in der Spielzeit 2014/2015 dasjenige, das relativ (nicht in absoluten Zahlen) am stärksten subventioniert wurde. 93,1 % der Einnahmen stammten aus öffentlichen Mitteln.